# Дюльфер, Ганс
Йоханнес Эмиль «Ганс» Дюльфер (нем. Johannes Emil Dülfer; 1892—1915) — немецкий альпинист, совершивший более 50 восхождений по новым сложнейшим (на начало XX века) альпинистским маршрутам и ставший наиболее известным как пионер использования в альпинизме маятниковой техники и нового способа спуска по веревке с крутых горных склонов, получившего в его честь название «дюльферзиц», а в русскоязычной терминологии ставшим апеллятивом для обозначения вообще спуска вниз с использованием верёвки.

## Краткая биография
Ганс Дюльфер родился в местечке Бармен, ныне являющимся одним из округов Вупперталя, Германия. С детства занимался музыкой, стал пианистом. В 1911 году приехал в Мюнхен, где изучал медицину, а позднее юриспруденцию и философию.
Свой первый горный опыт приобрёл в 14-летнем возрасте в Баварских Альпах, а немного позже в Сильвреттских Альпах, где вместе с отцом и под его наставничеством совершил целый ряд восхождений. Дюльфер быстро прогрессировал как альпинист, и уже вскоре после переезда в Мюнхен близко сошёлся с такими альпинистами как Ханс Фихтль (ставшим его учителем, партнёром и другом), Паулем Пройсом, братьями Вальтером и Вилли Бернутами (нем. Bernuth) и другими. В течение последующих четырёх лет в период с 1911 по 1914 годы он совершил более 50 первопрохождений новых альпинистских маршрутов, преимущественно в массиве Кайзергебирге, а также в Доломитовых Альпах, где покорил 64 пика.
Его первым из самых выдающихся восхождений стало прохождение восточной стены Фляйшбанк 15 июня 1912 года в связке с Вернером Шарашмидтом (нем. Werner Schaaraschmidt), считающееся первым маршрутом пятой категории сложности, и остававшимся таковым в течение последующих 60-ти лет. 18 августа 1913 года он вместе с Вальтером Бернутом с одной верёвкой, тремя крючьями и двумя карабинами на двоих прошёл западную стену Чима-Гранде в массиве Тре-Чиме-ди-Лаваредо. Дюльфер лидировал на всём маршруте, большинство участков пройдя без нижней страховки. В течение продолжительного времени этот маршрут оставался сложнейшим в массиве и «продержался дольше», чем маршрут Пройса на Кампаниле-Бассо. К числу также непревзойдённых для его времени маршрутов относят его 500-метровую диретиссиму (восхождение по-прямой от подножия до вершины) по западной стене Тотенкирхль (V+), известную как «Камин Дюльфера», а также маршрут по северо-западной стене Клайне-Хальт. Многочисленные вновь пройденные маршруты Дюльфера вошли во все путеводители по Кайзергебирге и Восточным Альпам. Жорж Ливанос — «император Доломит», сказал, что Дюльфер был «настоящим предтечей маршрутов шестой категории сложности».
Ганс Дюльфер, как сторонник использования крючьев во время восхождений, был оппонентом Пауля Пройса, выступавшего за «чистый стиль» в альпинизме, подразумевавший, по мнению последнего, использование вспомогательного альпинистского арсенала только в самом крайнем случае, хотя по жизни они оставались близкими друзьями. Дюльфер был невероятно расстроган гибелью Пройса 3 октября 1913 года и, стоя у его могилы, «плакал как ребёнок». Своё последнее восхождение по новому маршруту Ганс Дюльфер совершил 1 августа 1914 года с юга на Цислезер-Одла (нем. Cisleser Odla).
В декабре 1914 года он был призван в армию. Погиб 15 июня 1915 года во Франции неподалёку от города Аррас от ранения в горло осколком разорвавшейся гранаты.

## Краткий перечень новых маршрутов

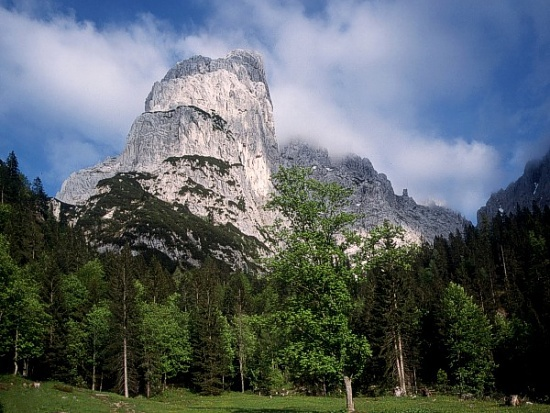
Тотенкирхль

- Тотенкирхль[нем.] / 9 маршрутов — «Fiechtlkamin», «Abgebrochener Kamin», «Schaarschmidtkamin», «Dülferführe» и др.
- Хохис[нем.] / Северная стена — «Вариант Дюльфера-Фихтля» (21.10.1911)
- Зоннйох[нем.] / Северо-восточная стена (23.10.1911)
- Меделегабель[нем.] / Северо-восточная стена (1911)
- Фляйшбанк[нем.] / Восточная стена — «Dülferführe» (15.06.1912), Юго-восточная стена — «Dülferriß» (трещина Дюльфера) (03.09.1913)
- Массив Розенгартен[англ.] / Чаминспитце-Эстлихе (по юго-восточному ребру) (06.07.1912)
- Кесселькогель[нем.] (Катиначчо д’Антермоя[итал.]) / по юго-восточному камину (08.07.1912), Зюдфершнайдунг (нем. Südverschneidung) — «Dülfer» (18.07.1914)
- Фрида-Пунта-Ди (нем. Frida Punta Di)/ Северная стена (24.07.1912)
- Швальбенкофель (нем. Schwalbenkofel) (Croda dei Róndoi) / Восточная стена (27.07.1912)
- Розенгартенспитце[нем.] (Catinaccio) / Западная стена, маршрут «Dülfer» (04.08.1912)
- Массив Розенгартен / Фальбонспитце-Эстлихе (по северо-западному ребру) — «Valbonkante» (05.08.1912)
- Лерхек[англ.] / Главная вершина по Восточной стене — «Dülferführe» (12.09.1912)
- Предигштуль[нем.] / Западная стена — «Dülferführe» (11.10.1912)
- Тре-Чиме-ди-Лаваредо / Чима-Овест, Западная стена (29.07.1912), Чима-Овест — камин по Южной стене («Linker», 13.08.1913)
- Торре-дель-Дьяволо (итал. Torre del Diavolo) (2598 м) (массив Cadini di Misurina[итал.])/ с юго-востока (15.08.1913)
- Клайне-Хальт[нем.] / Северная стена (13.09.1913), Северо-западная стена — «Dülferführe» (маршрут Дюльфера) (18.07.1914)[7][8][9]

## Комментарии
1. ↑  В альпинизме (горном туризме) способ преодоления сложного горизонтального участка маршрута (как правило по скалам) за счет выше установленной над ним точки страховки, используемой как блок.